# Utah Museum of Fine Arts
Lo Utah Museum of Fine Arts è la principale istituzione culturale nel campo dell'arte nello Utah. Si trova a Salt Lake City presso la University of Utah.
Fa parte della American Association of Museums ed ha più di 20 gallerie, dedicate all'esposizione di più di 17000 pezzi, provenienti da Africa, Oceania, Asia ed Europa, compresi pezzi di arte classica.

## Storia
Agli inizi del Novecento si pensò di creare una galleria d'arte all'ultimo piano del Park Building della University of Utah, composta soprattutto da opere di artisti locali. Negli anni successivi la collezione si è arricchita in maniera straordinaria, grazie soprattutto a donazioni, che hanno comportato la trasformazione del dipartimento d'arte dell'università in un vero e proprio museo, aperto dal 6 maggio 1951, con un direttore dal 1957.
Nel 1970 è stato trasferito in un edificio più idoneo, anche per la continua espansione delle collezioni.